# Simon Brown (boxe anglaise)
Pour les articles homonymes, voir Simon Brown et Brown.
Simon Brown est un boxeur Jamaïcain né le 15 août 1963 à Clarendon.

## Carrière
Passé professionnel en 1982, il remporte le titre vacant de champion du monde des poids welters IBF le 23 avril 1988 en battant à Berck Tyrone Trice par arrêt de l'arbitre à la 14e reprise. Il défend ensuite sa ceinture 7 fois et s'empare du titre WBC le 18 mars 1991 dans un combat de réunification contre Maurice Blocker.
Brown délaisse alors sa ceinture IBF en ne remettant en jeu que son tire WBC mais il perd aux points dès le combat suivant face à James McGirt. Il décide alors de poursuivre sa carrière dans la catégorie supérieure et crée la surprise en battant le champion du monde des super-welters WBC, Terry Norris, par KO au 4e round le 18 décembre 1993. Norris remporte néanmoins le combat revanche l'année suivante, cette défaite annonçant le déclin du boxeur Jamaïcain. Il s'ensuit plusieurs revers (dont trois en championnat du monde) et un retrait des rings en 2000.